# Zasłonak płowy
Zasłonak płowy (Cortinarius cinnamomeofulvus Rob. Henry) – gatunek grzybów należący do rodziny zasłonakowatych (Cortinariaceae).

## Systematyka i nazewnictwo
Pozycja w klasyfikacji według Index Fungorum: Cortinarius, Cortinariaceae, Agaricales, Agaricomycetidae, Agaricomycetes, Agaricomycotina, Basidiomycota, Fungi.
Po raz pierwszy opisał go w 1988 r. Robert Henry. Synonimy:
- Dermocybe cinnamomea var. cinnamomeofulva (Rob. Henry) Hlaváček 1977
- Dermocybe cinnamomeofulva (Rob. Henry) Cetto 1988

Polską nazwę zarekomendował Władysław Wojewoda w 2003 r.

## Występowanie i siedlisko
Podano stanowiska tylko w Europie. W Polsce do 2003 r. podano 3 stanowiska
Naziemny grzyb mykoryzowy.